# Peterskirche (Münstermaifeld)

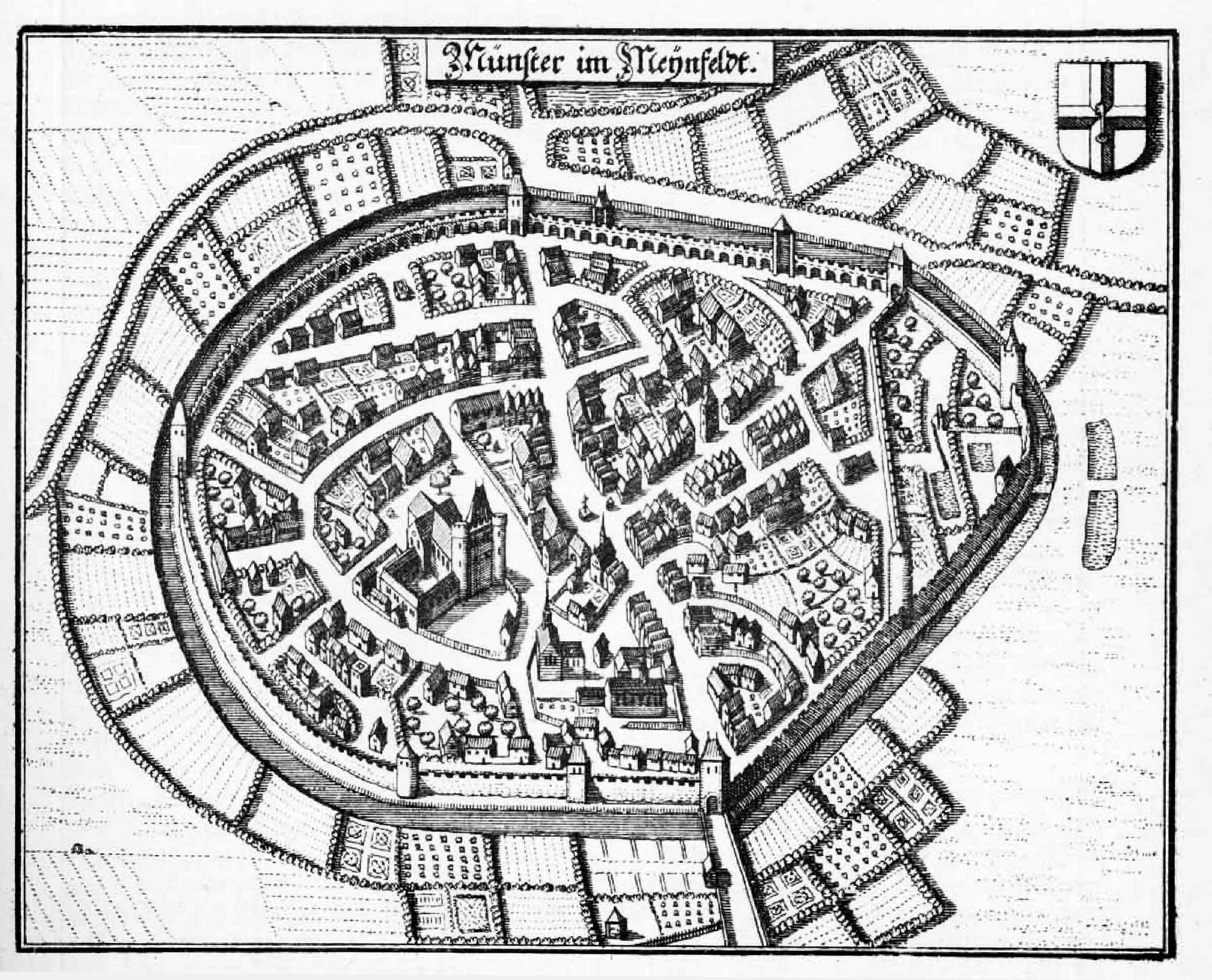
Peterskirche südöstlich der Stiftskirche auf dem heutigen Petersplatz

Die Peterskirche war eine in unmittelbarer Nachbarschaft vor dem Westwerk der ehemaligen Stiftskirche in Münstermaifeld stehende Kirche. Sie wurde vermutlich bereits gegen Ende des 13. Jahrhunderts erbaut, der Platz wurde nach der damaligen Kirche Petersplatz benannt.

## Geschichte
Sie wurde erstmals 1308 als capella Sancti Petri erwähnt. wobei die genaue Gründung unbekannt ist. Johann Büchel V. weist in seiner Chronik auf einen in der Peterskirche vorhandenen Stein mit dem Datum 1217 hin, zu seiner Zeit hat sie noch gestanden.
Diese Angabe sowie das nach Trier verweisende Peterspatrozinium lassen vermuten, dass es sich tatsächlich um die ursprüngliche Kapelle am Trierer Hof gehandelt hat. Während der Bauzeit der Stiftskirche, die sich lange hinzog, hat die Peterskapelle offenbar ersatzweise seit der zweiten Hälfte des 13. Jahrhunderts die Pfarrfunktion übernommen. Somit kam sie auch – als zentrale kultische Einrichtung – mit in das erstmals 1278 überlieferte städtische Siegelbild.
Sie war nachweislich während des Baues der Stiftskirche Ort der Seelsorge, der hier wirkende Pfarrer wurde als plebanus ecclesie Sancti Petri Monasteriensis bezeichnet.
Die Franzosen haben sie dann 1689 abgebrannt, sie wurde jedoch in den nächsten Jahren wieder aufgebaut. Insbesondere von 1728 bis 1736 wurde sie mehr und mehr vergrößert und verschönert. Ein neuer Chor wurde 1731 angebaut und 1735 eine neue Orgel. Sie wurde schließlich am 25. Mai 1733 durch den Geistlichen Official namens des Erzbischofs eingeweiht.
Sie ist dann jedoch am 21. Januar 1787 erneut abgebrannt. Die Reste der Kirche wurden am 1. Juni 1792 versteigert.
Noch Heute hat der Platz um die ehemalige Kirche den Namen Petersplatz behalten.